# Liturghia orelor

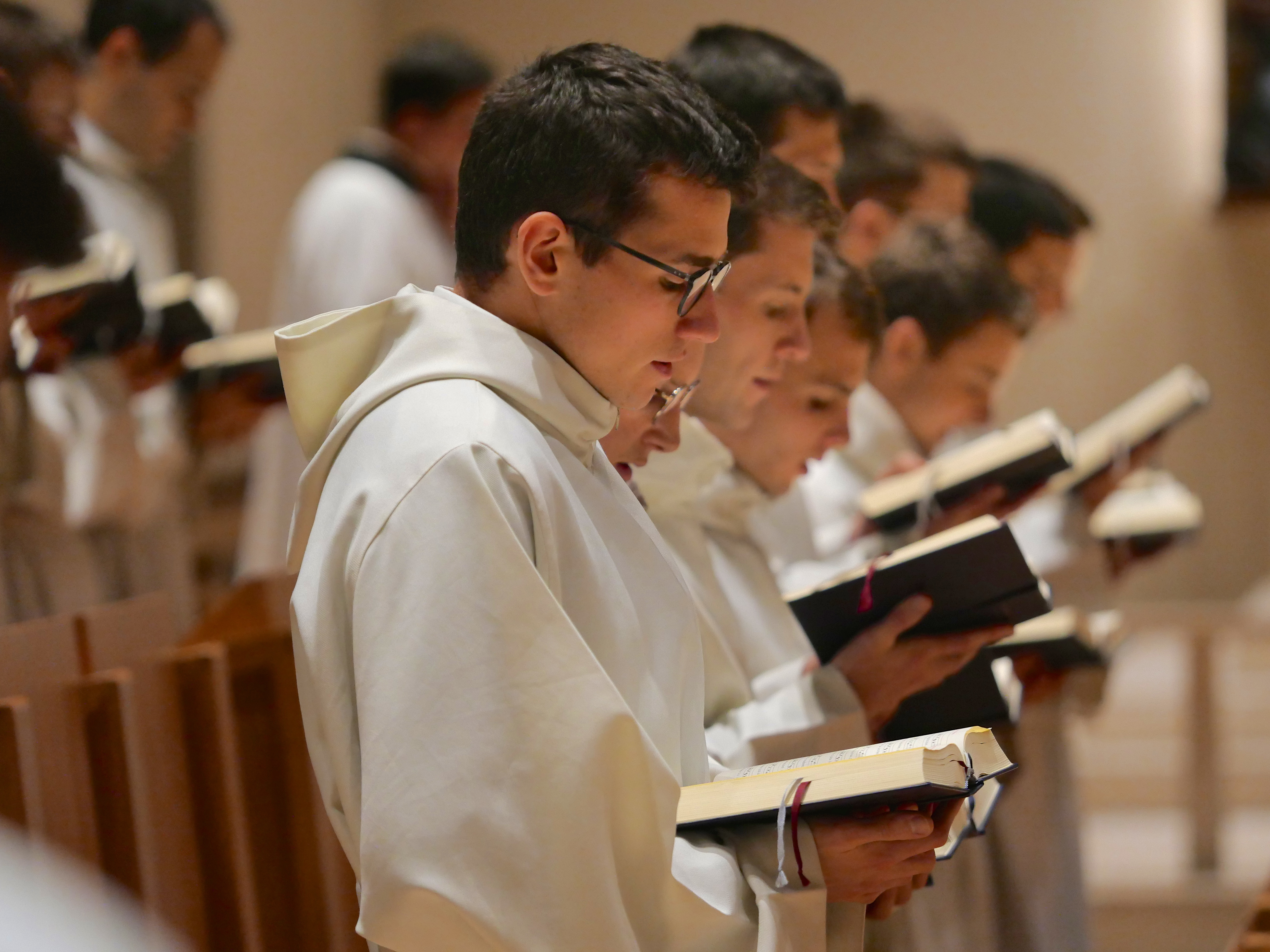
Liturghia orelor în obștea călugărească din Évron

Liturghia Orelor (în latină Liturgia Horarum) sau Oficiul Divin (în latină Officum Divinum) constituie serviciul public de rugăciune a Bisericii. Liturghia orelor formează baza rugăciunii în comunitățile monahale creștine. Celebrarea liturghiei orelor este o obligație a preoților și diaconilor. Laicii nu au nicio obligație publică să facă acest lucru, dar pot să facă un legământ în acest sens, fiind încurajați să se roage, fie cu preoții, fie individual.
Liturghia Orelor împreună cu Euharistia, sunt părți din lucrarea publică a Bisericii din cele mai vechi timpuri. Creștinii din toate tradițiile (incluzând romano-catolicii, ortodocșii, asirienii, anglicanii, luteranii etc.) celebrează liturghia orelor sub diferite denumiri.
În greacă serviciile corespondente sunt găsite în Orologhion, însemnând „Cartea Orelor”, echivalentul Ceaslovului.
În Biserica Romano-Catolică orele canonice se rostesc sau se cântă după Breviar, cartea oficială de rugăciuni care conține orele liturgice ale fiecărei zile. Conține în principal psalmi suplimentați de imnuri, lecturi, alte rugăciuni și antifoane. 
În Biserica Anglicană liturghia orelor este conținută în Cartea Rugăciunii Zilnice a Închinării Comune și Cartea Rugăciunii Obișnuite, precum și în Breviarul Anglican. În Luteranism apare în diferitele cărți liturghice utilizate de numeroasele biserici luterane. Altă denumire pentru Liturghia Orelor în rânduiala liturgică latină este Cursus ecclesiasticus sau, simplu, cursus.

## Origini
Creștinii din cele mai vechi timpuri au continuat tradiția ebraică de recitare a rugăciunilor la anumite ore ale zilei sau nopții. În Psalmi sunt întâlnite expresii precum ”dimineața Îți ofer rugăciunea mea”, ”la miezul nopții mă voi ridica și îți voi mulțumi”, ”Seara, dimineața și la prânz voi plânge și jeli”, ”De șapte ori pe zi mă voi ruga”. Apostolii au observat obiceiul ebraic de rugăciune în cea de a treia, a șasea și a noua oră și la miezul nopții (Apostoli 10:3, 9; 16:25; etc.). Rugăciunea creștină din acea perioadă conținea aproape toate elementele precum cea ebraică: recitare sau psalmodia psalmilor, citirea din Vechiul Testament, cărora le-au fost adăugate citiri din Evanghelii, Fapte – Apostoli, Epistole și Imnuri. Alte elemente au fost adăugate mai târziu de-a lungul secolelor.

## Orele Canonice

### Structură anterioară
La finalul secolului al V-lea Liturghia Orelor a fost compusă din șapte servicii/oficii. Tradiția îi atribuie sfântului Sava cel Sfințit această rânduială. Un al optulea oficiu, slujba de dimineață, a fost adăugat de sfântul Benedict de Nursia în secolul al VI-lea în Occident. Acestea opt sunt cunoscute cu denumiri care nu reflectă timpul zilei la care au fost recitate tradițional în mileniul 2, așa cum arată utilizarea cuvântului amiază, derivat din forma latină, nona, care înseamnă miezul zilei, nu 3 după-amiază.
·        Utrenie (de-a lungul nopții, la miezul-nopții cu cineva); denumită și Veghe sau Nocturnă, respectiv în limbaj monahal, Oficiul Nopții
·        Laudă sau Rugăciunea din zori de zi (zori de zi sau 3 dimineața)
·        Slujba de Dimineață sau Rugăciunea de dimineață (Prima oră – aproximativ 6)
·        A treia parte sau Rugăciunea de la miezul dimineții (Terce - a Treia oră – aproximativ 9)
·        A șasea parte sau Rugăciunea de la miezul zilei (Sext - a Șasea oră – aproximativ 12 amiază; de la această oră liturgică provine cuvântul spaniol siestă)
·        A noua parte sau Rugăciunea de după-amiză (None - a Noua oră – aproximativ 15)
·        Vecernia sau Rugăciunea serii (la lumina lumânării, în general la 18)
·        Pavecernița sau Rugăciunea nopții (înaintea retragerii la culcare, în general la 21)
Această aranjare a Liturghiei Orelor este atribuită Sfântului Benedict. În orice caz, este găsită în Institutele și Conferințele sfântului Ioan Casian, care descrie practicile monahale ale Părinților deșertului din Egipt.

### Structura actuală
Papa Paul al VI-lea a promulgat după Conciliul Vatican II noul Breviar Roman. Structura oficiilor, distribuția psalmilor și rugăciunile au fost îmbunătățite. Orele principale și cele secundare au fost definite:
·        Officium lectionis sau Oficiul Lecturării (anterior Utreniei) – ora principală
·        Lauda sau Rugăciunea de Dimineață – ora principală
·        Rugăciunea din timpul zilei, care poate fi una sau toate:
             A treia parte sau Rugăciunea de la miezul dimineții (Terce)
             A șasea parte sau Rugăciunea de la miezul zilei (Sext)
             A noua parte sau Rugăciunea de la miezul după-amiezii (None)
·        Vecerniile sau Rugăciunea de Seară – oră principală
·        Pavecernița sau Rugăciunea de Noapte – ora principală
Toate orele, incluzând cele secundare, încep cu versete din Ps 70 (69) v.2 (așa cum se procedează în toate oficiile din Breviarul tradițional cu excepția Utreniei și Pavecerniei): ”V.Deus, in adiutorium meum intende. R. Domine, ad adiuvandum me festina” – Dumnezeule, vino în ajutorul meu; Doamne, fă-mă grăbit să mă ajuți, urmat de doxologie. Versetul este omis fapt pentru care ora începe cu partea introductivă (laude sau oficiul de lectură). Partea introductivă este debutul primei ore spusă în ziua curentă, dacă este Oficiul de Lectură sau Rugăciunea de Dimineață.
Deschiderea este urmată de un imn. Imnul urmat de psalmodie. Psalmodia este urmată de un fragment citit din Scriptură. Fragmentul este denumit capitol (capitulum) dacă este scurt sau lecție (lectio) dacă este lung.
Lectura este urmată de un verset. Ora este închisă de un discurs (predică), urmat de un verset concluziv. Alte componente sunt incluse în funcție de tipul orei celebrate. În fiecare oficiu, psalmii și cântecele bisericești sunt înconjurate de antifoane și fiecare se concluzionează cu doxologia tradițională catolică.

#### Ore principale
Orele principale constă în Oficiul Lecturării, Rugăciunea de Dimineață (Lauda) și Rugăciunea de Seară (Vecernia).
Oficiul Lecturării constă în:
·        Verset deschizător sau moment de deschidere
·        Imn
·        Unul sau două psalmuri lungi divizate în trei părți
·        Un fragment lung din Scriptură, de obicei aranjat ca în fiecare săptămână, toate lecturările să vină din același text
·        Un fragment lung hagiografic, despre viața unui sfânt sau un tratat teologic care comentează asupra unui aspect scriptural, sau un pasaj din documentele celui de al II-lea Consiliu de la Vatican
·        În nopțile precedente Duminicilor sau zilelor de sărbătoare, oficiul poate fi extins printr-o veghe, inserând 3 cântece din Vechiul Testament și o lectură din Evanghelii
·        Imnul Te Deum (Duminicile, ceremoniile și sărbătorile, cu excepția Postului Mare)
·        Rugăciunea finală
·        Un scurt verset conclusiv (în special când rugăciunea este în grupuri)
Caracterul Rugăciunii de dimineață este de laudă, al celei de seară este de recunoștință, dar urmează același format:
·        Versetul deschizător sau momentul de început (pentru rugăciunea de dimineață)
·        Un imn, compus de Biserică
·        Doi psalmi sau părți de psalmi cu un cântec bisericesc scriptural. La Rugăciunea Dimineții există un psalm de laudă, un cântec bisericesc din Vechiul Testament, urmat de încă un psalm. La Rugăciunea Serii avem 2 psalmi sau un psalm împărțit în două părți și un cântec bisericesc scriptural din Noul Testament.
·        Un scurt fragment din Scriptură
·        Un responsoriu, în mod tipic un verset de Scriptură, dar uneori poezie liturghică
·        Un cântec bisericesc din Evangheliile lui Luca: Cântecul lui Zaharia (Benedictus) pentru rugăciunea dimineții și Cântecul Mariei (Magnificat) pentru cea de seară
·        Mijlociri compuse de Biserică
·        Rugăciunea Domnului
·        Rugăciunea de Final compusă de Biserică
·        Binecuvântarea dată de preot sau diaconul care conduce Rugăciunea Dimineții sau a Serii, iar în absența clerului și a recitării individuale, un scurt verset concluziv.

#### Orele secundare
Orele din timpul zilei urmează un format simplu, precum o formă compactă a Oficiului Lecturării:
·        Moment de deschidere
·        Imn
·        Trei psalmi de lungime scurtă sau trei părți ai unor psalmi mai lungi; în orele zilei când doar unul este menționat, acesta este urmat de o psalmodie variabilă care de obicei se deschide cu partea celui mai lung psalm, psalmul 118/119, iar mai apoi când toți cei trei psalmi sunt spuși această psalmodie este utilizată la una dintre ore, în timp ce ceilalți doi urmăresc psalmodia secondară ce constă în 119/120-121/122 la a treia oră, 122/123 – 124/125 la a șasea oră și 125/126-127/128 la a noua
·        Un scurt fragment din Scriptură, urmat de un verset responsorial
·        Rugăciunea finală
·        Un scurt verset conclusiv (V. Benedicamus Domino R. Deo gratias)
Rugăciunea nopții (cunoscută drept Pavecernița) are caracterul de pregătire a sufletului pentru trecerea în viața eternă:
·        Un moment de început
·        Examinarea conștiinței
·        Un imn
·        Un psalm sau doi psalmi; Psalmii duminicali – Psalm 90/91 sau 4&133/134 – pot fi utilizați ca o alternativă a psalmilor pregătiți pentru zilele din timpul săptămânii
·        Un scurt fragment din Scriptură
·        Responsoriul In manus tuas, Domine – În mâinile tale, Doamne
·        Cântecul lui Simeon, Nunc dimittis, din Evanghelia lui Luca, înconjurat de antifona Salva nos (Salvează-ne Doamne)
·        Rugăciunea de final
·        Binecuvântare scurtă
·        Antifonul marian fără verset și rugăciunea finală; fie unul dintre cele patru antifoane tradiționale sezoniere sau Sub Tuum, fie un alt antifon aprobat de adunarea episcopală locală; Regina Caeli este utilizată în perioada Paștelui

## Întrebuințare
Un invitatoriu precede orele canonice ale zilei începând cu versetul ”Doamne deschide-mi buzele. Iar gura mea va slări Lauda Ta” (Ps. 50/51 v.17), și continuă cu un antifon și psalmul invitatoriu, de obicei psalmul 94/95.
Toți psalmii și cântecele sunt urmate de antifoane.
Dacă invitatoriul nu este utilizat, fiecare oră debutează cu un verse ”Dumnezeu, vino în ajutorul meu. Doamne, fă-mă grăbit să mă ajuți” (Ps 69/70 v.2), urmat de un imn. Fiecare oră se închide cu o rugăciunea urmat de un scurt verset sau răspuns.
Utreniile sau Oficiul Lecturării este cea mai lungă oră. Înaintea Reformei Papei Pius al X-lea, a cuprins recitarea a 18 psalmi în zilele de Duminică și 12 în zilele săptămânii. Papa Pius al X-lea a redus la 9 psalmi sau fragmente de psalmi, dar aranjate tot în 3 părți nocturne, fiecare set de câte trei psalmi urmat de alte 3 lecturări scurte, de obicei 3 secțiuni consecutive ale aceluiași text. Reforma Papaei Paul al VI-lea a redus numărul psalmilor sau a fragmentelor de psalmi la 3, iar lecturările la 2, dar le-a prelungit pe acestea. În zilele de sărbătoare, Te Deum era cântat sau recitat înaintea rugăciunii de final.
După reforma Papei Pius al X-lea, Lauda a fost redusă la 4 psalmi sau fragmente de psalmi și un cântec din Vechiul Testament, punând capăt obiceiului de adăugare a celor trei psalmi din Psaltire (148-150) de la finalul Laudelor zilnice. Numărul psalmilor sau ale fragmentelor de psalmi este redus la doi, împreună cu un Cântec din Vechiul Testament ales dintr-o varietate mai mare decât cea precedentă. După acestea este o scurtă lecturare, răspuns și recitare sau cântare a lucrării Benedictus.
Vecerniile au o structură similară, diferența fiind faptul că Pius al X-lea alocă 5 psalmi (acum reduși la 2 psalmi și un cântec din Noul Testament) și Magnificatul ia locul Benedictusului. De-a lungul perioadei aranjamentului lui Pius al X-lea, dar nu întotdeauna, urmau predici sau mijlociri. În aranjamentul actual, Rugăciunea Domnului este recitată înaintea Rugăciunii Finale.
A treia, a șasea și a noua oră au o structură identică, fiecare are 3 psalmi sau fragmente de psalmi. Aceștia sunt urmați de un scurt fragment citit din Scriptură, odată menționată drept ”capitol scurt” (capitulum), de un verset și răspuns. Litania Mică (Kyrie și Rugăciunea Domnului) din aranjamentul lui Pius al X-lea sunt omise din acest moment înainte.
Slujba de dimineață și Pavecernița au de asemenea, o structură similară, diferită totuși în a treia, a șasea și a noua oră.

## Cărți utilizate
În mănăstiri și catedrale oficierea Liturghiei Orelor a devenit mai elaborată. Serviciu realizat de călugări sau preoți. Sărbătorile obișnuite necesită Psaltirea pentru psalmi, o lectură din scrierile Scripturii, alte cărți pentru lecturile hagiografice, un catalog pentru cuvântări, și cărți precum antifonarul și responsorialul pentru cântece variate. Acestea erau de obicei de mărimi mari, pentru a permite câtorva călugări să cânte împreună din aceeași carte. Cărți mici denumite breviare (un cuvânt a cărui etimologie se referă la un compediu sau rezumat) au fost dezvoltate pentru a indica formatul oficiului zilnic și asista în identificarea textelor care urmau să fie alese.
Acestea s-au dezvoltat în cărți care au dat în forma abreviată (pentru că ele au omis cântări) și în inscripții mici ale textelor, putând fi luate în călătorii. Papa Inocent al III-lea le-a făcut oficiale în Roman Curia, și itineranții călugări franciscani au adoptat Breviarium Curiae, repede răspândind utilizarea lor în Europa. Până în secolul XIV, aceste breviare conțineau întregul text al orelor canonice. Inventarea tiparului a făcut posibilă producerea lor într-un număr mare.
În sesiunea finală, Conciliul de la Trent a încredințat revizuirea breviarului în grija papei. Prin Constituția Apostolică Quod a nobis din 9 iulie 1568, Papa Pius al V-lea a promulgat o nouă ediție a breviarului, cunoscută drept Breviarul roman, care a fost impus în aceeași manieră în care va fi impusă doi ani mai târziu, Cartea de Rugăciuni Romană. Utilizând un limbaj similar precum în Quo primum, cu care a promulgat cartea de rugăciuni – concentrându-se, de exemplu, asupra perpetuării forței și proviziile ei – el a făcut utilizarea textului promulgat obligatorie peste tot.
El a interzis adăugarea sau omiterea vreunui element: ”Nimeni care nu are voie să modifice această scrisoare sau să se aventureze în mod inechitabil pentru a merge în contradicție cu această notă a permisului nostru, statutului, ordonanței, comenzii, preceptului, acordării, declarației indult, va decreta și interzice. Cu toate acestea, dacă cineva ar presupune să comită un astfel de act, ar trebui să știe că va suporta mânia lui Dumnezeu Atotputernic și a Fericiților Apostoli Petru și Pavel.
Este evident că el nu își dorea astfel să intenționeze să se lege de succesorii săi. Papa Clement al VIII-lea a realizat schimbări, pe care le-a făcut obligatorii în 10 mai 1602, la 34 de ani după revizuirea lui Pius al V-lea. Urban al VIII-lea a făcut schimbările necesare, inclusiv ”o modificare profundă în caracterul câtorva imnuri. Deși, unele din ele fără îndoială au câștigat în stilul literar, cu toate acestea, multe din ele și-au pierdut vechiul șarm al simplității și fervorii.” Pentru revizuirea profundă a cărții de Papa Pius al X-lea, vezi Reforma Breviarului Roman de Papa Pius al X-lea.
În final, o nouă revizuire a fost făcută de Papa Paul al VI-lea prin Constituția Apostolică Laudis Canticum în 1 noiembrie 1970.
Multe din rubricile complicate (sau instrucțiuni) care au guvernat recitarea Liturghiei au fost clarificate și metoda actuală a rugăciunii oficiului a devenit mai simplă. Utrenia a fost eliminată începând cu cel de al II-lea Consiliu de la Vatican. Din cele trei ore intermediare, a treia, a șasea și a noua,  doar una este strict obligatorie. Recitarea psalmilor și un număr mult mai mare de cântări bisericești au fost răspândite pe patru săptămâni, în loc de una. ”Cei trei psalmi (58, 83 și 109) au fost omiși din ciclul psaltirii datorită blestemelor lor; în același timp, unele versete au fost omise din anumiți psalmi, notate la începutul fiecăruia. Motivul omiterii este referitor la o anumită dificultate psihologică, deși rostirea unor blesteme în psalmi este utilizată de fapt ca rugăciune în Noul Testament, de exemplu, Rv 6:10, și nu este încurajat sensul de a utiliza blestemele.”
Două ediții tipice pentru sărbătorirea revizuirii Liturghiei Orelor (Liturgia Horarum) conform Ritualului Roman au fost publicate la Roma. Ediția actuală tipică pentru forma Ordinară a Ritualului Roman este Liturgia Horarum, editio typica altera, promulgată în 1985 (tipărită între 1985-1987,  și retipărită în 2000). Aceasta utilizează Nova Vulgata Biblie Latină pentru lecturări, psalmi și cântări față de Clementina.
A schimbat câteva din lecturări și responsoriale conform Nova vulgata și a oferit pentru Benedictus și Magnificat în ziua de Duminică cele trei antifoane, fiecare reflectând ciclul de trei ani al lecturilor evanghelice. Modificările regretate ale Papei Urban al VIII-lea ale imnurilor sunt distruse. Numărătoarea versetelor este adăugată psalmilor și lecturilor lungi din Scriptură, în timp ce Psalmii primesc numărătoarea septuagintă și între paranteze cea a textului masoretic. Texte noi preluate din Missa Romană, au fost adăugate în apendicele binecuvântărilor solemne și a apostolilor penitențiali.
Până acum, cea de a doua ediție latină tipică a fost tradusă în Liturghia Orelor doar pentru Africa. Ediția timpurie a apărut în două traduceri în limba engleză, una sub denumirea de Litughia Orelor și alta ca Oficiu Divin.

## Obligația recitării
În Biserica Latină a Bisericii Catolice, episcopii, preoții și diaconii plănuiesc să facă obligatoriu recitarea unei secvențe întregi în orele fiecărei zile, păstrând pe cât posibil ora adevărată și utilizând un text aprobat de cărțile liturghice potrivite. Diaconii permanenți trebuie să facă asemeni pentru Adunarea Episcopală. Membri institutelor consacrate vieții, societățile vieții apostolice sau alte asociații religioase (ex. secularii benedicți, al treilea ordin al dominicanilor) care nu fac parte din clericul bisericesc și nu sunt subiectul acestor obligații sunt legați de propriile constituții. Membrii unor astfel de instituții și societăți care sunt diaconi, preoți sau episcopi rămân legați mult mai profund obligației lor față de cler.
Clericii Bisericii Latine pot să își îndeplinească rugăciunea obligatorie a Oficiului utilizând ediția promulgată de Ioan al XXIII-lea în 1961 a Breviarului Roman, față de ediția actuală a Liturghiei Orelor. În timp ce în 2007, motu proprio Summorum Pontificum afirmă că comunitățile ce aparțin institutelor religioase ale vieții și societăților apostolice ale vieții necesită autorizație doar de la superiorii principali pentru utilizarea ediției din 1962 a Cărții de Rugăciune Romane pentru Missa comunităii, permanent sau de obicei; nu este menționată nicăieri utilizarea Liturghiei Orelor din 1962, care poate fi permisă de constituțiile ei.
Laicii, mai ales dacă sunt implicați în ministerele Bisericii (lecturari, cântăreți, ministreli extraordinari a Comuniunii Sfinte, cateheză, directori educaționali religioși sau directori de școli, servitori ai altarului, cei care au realizat o viață religioasă sau seminariul) sunt încurajați puternic să participe.
Constituirea unor instituții care consacra viața, în particular congregațiile călugărilor benedicți și a maicilor, dar și altele, îi obligă să urmeze un aranjament al Psaltirii, unde toți psalmii sunt recitați într-o singură săptămână, fiind o extensie a Oficiului Lecturării și păstrând Ora Utreniei.

## Dezvoltarea istorică

### Iudaismul și Biserica din cele mai vechi timpuri
Precum este notat mai sus, orele canonice provin din rugăciunea ebraică. În timpul Exilului Babilonian, când Templul nu mai era utilizat, primele sinagogi au fost stabilite și serviciile (la orele fixate ale zilei) de citire a Torei, psalmilor și imnurilor începeau să se dezvolte. Această rugăciune de sacrificiu a început să fie substituită sacrificării animalelor.
Până în timpul Imperiului Roman, evreii (și chiar primii creștini) au început să urmeze sistemul roman de realizare al afacerilor pe timpul zilei, programându-și orarele de rugăciune. În orașele romane, clopotul din forum suna la începutul zilei, aproximativ la 6 dimineața (Utrenia, prima oră), notificând progresul zilei printr-o nouă lovire aproximativ la 9 (a treia oră), din nou pentru pauza de prânz la amiază (a șasea oră), chemarea oamenilor din nou la muncă la 3 după-amiaza (a noua oră) și suna pentru închiderea afacerii la 6 după-masa (timpul pentru rugăciunea de seară).
Primul miracol atribuit Apostolilor, vindecarea bărbatului slăbănogului pe scările templului, s-a petrecut deoarece Petru și Ioan au mers la templu pentru a se ruga (Fapte 3:1). Acest lucru a fost la ora noua a rugăciunii (aproximativ 3 după-masa), ora la care sacrificiul de seară era sărbătorit în templu în perioada Noului Testament (Al II-lea Templu). Unul dintre momentele definitorii ale Bisericii timpurii, a fost decizia de a include ne-evreii printre comunitatea creștinilor, prin viziunea lui Petru din timpul rugăciunii de după-masă (Fapte 10:9-49). Acest lucru s-a întâmplat în a șasea oră, timpul rugăciunilor lui Mussafia asociate cu sacrificiul suplimentar în Templu din zilele speciale..
Creștinismul a început să se separe de Iudaism, dar practica rugăciunii la ore fixe a continuat. Biserica timpurie a fost cunoscută prin citirea Psalmilor (Ap. 4:23-30), fapt care a rămas parte a orelor canonice și toți creștinii se rugau simultan. Prin anul 60 d. Hr., Didahia, cel mai vechi tratat liturghic pentru creștini, recomanda discipolilor să se roage prin Rugăciunea Domnului de trei ori pe zi; această practică și-a găsit drumul în orele canonice, de asemenea. Pliny cel tânăr (63-cca. 113), care nu a fost un creștin, menționa nu doar orele fixe al rugăciunilor pentru credincioși, dar și servicii specifice – altele decât Euharistia – pentru acele timpuri: ”ei s-au întâlnit într-o anume zi înaintea Răsăritului și au adresat o rugăciunea lui Hristos, precum unei divinități... după care era obiceiul lor de a se separa și apoi aduna, pentru a mânca hrana adusă ca ofrandă.”
Prin secolele 2-3, părinții bisericilor precum Clement al Alexandriei, Origen și Tertullian au scris cum să fie practicate Rugăciunile de Dimineața și de Seară, și rugăciuni pentru a treia, a șasea și a noua oră. Creștinii puteau să se roage individual sau în grupuri. Prin secolul al III-lea, primii călugări, cunoscuți drept părinții Deșertului, au început să lucreze sub comanda Sfântului Paul pentru a se ”ruga fără pauză” (1 Thessalonians 5:17), acest fapt fiind realizat printr-un grup de călugări care rugau la o oră fixă în timp aveau lângă ei un alt grup de rugăciune.

### Evul Mediu
Pentru că formatul neschimbat al orelor fixe de rugăciune s-a dezvoltat în comunitățile monahale creștine din Est și Vest, rugăciuni din ce în ce mai lungi s-au cultivat, dar ciclul acestora a devenit norma zilnică a vieții în mănăstiri. Prin secolul IV, caracteristicile orelor canonice au luat mai mult sau mai puțin forma lor din prezent. Pentru clericii laici (non-monahali) și oamenii laici, orele fixe de rugăciune erau mult mai scurte. În multe biserici și bazilici conduse de călugări, forma orelor fixe de rugăciune reprezentau un model hibrid între practica laică și cea monahală.
În Est, dezvoltarea Serviciului Divin s-a schimbat dinspre Ierusalim spre Constantinopol. În particular, Sfântul Teodor Studitul (ca. 758 – ca. 826) a combinat numeroase influențe ale ritualului Bizantin cu practicile monahale din Asia Minor, și a adăugat un număr de imnuri compuse chiar de către el și fratele său, Iosif (vezi Tipicon pentru mai multe detalii).
În Vest, Sfântul Benedict prin faimoasă Regulă a modelat liniile rugăciunii pe modelul Bazicililor din Roma. El a fost cel care a expus conceptul rugăciunii creștine, inseparând viața spirituală de cea fizică. Benedicțienii au început să numească rugăciunile drept Opus Dei sau Lucrarea Domnului.
Precum Oficiul Divin a crescut din ce în ce mai mult în viața Bisericii, ritualurile au devenit din ce în ce mai elaborate. Curând, rugăciunile Oficiului au început să necesite cărți din ce în ce mai variate, precum o psaltire pentru psalmi, un lecționar pentru găsirea lecturilor din Scriptură pentru zilele săptămânii, o Biblie pentru a proclama lectura, un imn pentru cântat, etc. Parohiile au crescut în Evul Mediu departe de catedrale și bazilici, fiind o modalitate mult mai concisă de aranjare a orelor necesare. Astfel, o listă scurtă a fost dezvoltată denumită Breviar, care a dat format oficiului zilnic și textelor care urmau să fie utilizate.
Transmiterea breviarelor a ajuns  în Roma, unde Papa Inocent al III-lea a extins utilizarea Roman Curia. Franciscanii au văzut un volum din breviar pentru utilizarea călătoriilor, așa că ordinul a adoptat Breviarium Curiae, dar substituind psaltirea galicană pentru romani. Franciscanii au răspândit din ce în ce mai mult breviarul prin Europa. Papa Nicolas al III-lea va adopta breviarul franciscan utilizat des ca fiind breviarul utilizat în Roma. Până în secolul al XIV-lea, breviarul conținea întregul text pentru orele canonice.